# Anthicoxenus paulseni
Anthicoxenus paulseni es una especie de coleóptero de la familia Meloidae.

## Distribución geográfica
Habita en Chile.